# Komenda Rejonu Uzupełnień Końskie

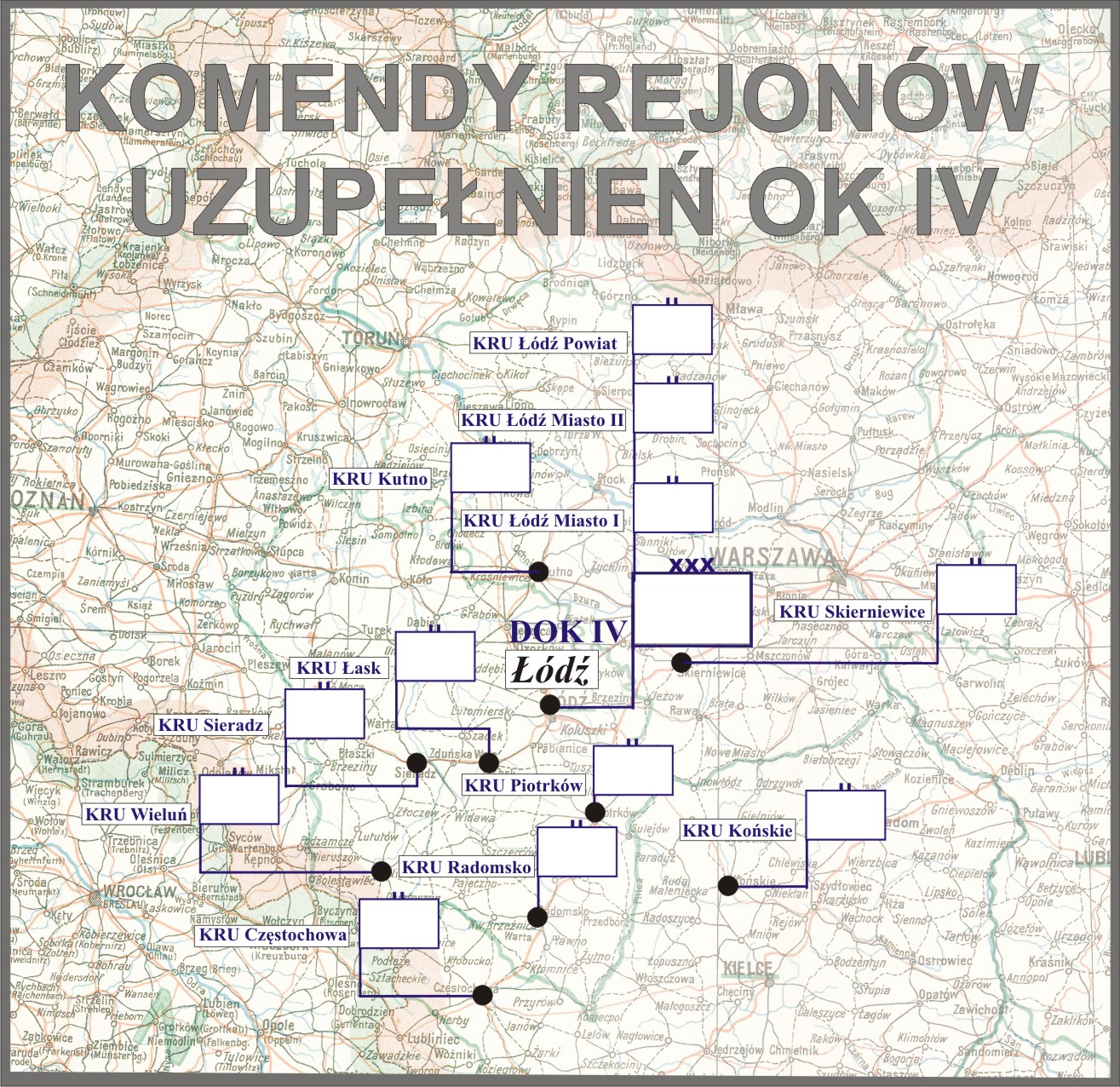
Rozmieszczenie komend rejonów uzupełnień na terenie OK IV

Komenda Rejonu Uzupełnień Końskie (KRU Końskie) – organ wojskowy właściwy w sprawach uzupełnień Sił Zbrojnych II Rzeczypospolitej i administracji rezerw w powierzonym mu rejonie.

## Historia komendy
We wrześniu 1919 roku na terytorium Okręgu Generalnego „Kielce” została utworzona Powiatowa Komenda Uzupełnień 26 pułku piechoty z siedzibą w Radomsku. Okręg poborowy obejmował powiaty: konecki, radomszczański i włoszczowski, które dotychczas należały do PKU Piotrków VI. 11 września 1919 roku na stanowisko zastępcy komendanta PKU 26 pp przydzielony został ppor. Stefan Wojno z PKU Łódź.
W czerwcu 1921 roku PKU 26 pp była nadal podporządkowana Dowództwu Okręgu Generalnego „Kielce” i obejmowała swoją właściwością powiaty: konecki, radomszczański i włoszczowski.
15 listopada 1921 roku, po wprowadzeniu podziału kraju na dziesięć okręgów korpusów oraz wprowadzeniu pokojowej organizacji służby poborowej, dotychczasowa PKU 26 pp została przemianowana na Powiatową Komendę Uzupełnień Końskie i podporządkowana Dowództwu Okręgu Korpusu Nr IV w Łodzi, a jej siedziba przeniesiona z Radomska do Końskich. Komenda obejmowała swoją właściwością powiaty: konecki i opoczyński, który do tego czasu należał do okręgu poborowego PKU 2 pp Leg. w Piotrkowie. Równocześnie powiat radomszczański został podporządkowany PKU Piotrków, a powiat włoszczowski – PKU Częstochowa.
18 listopada 1924 roku weszła w życie ustawa z dnia 23 maja 1924 roku o powszechnym obowiązku służby wojskowej, a 15 kwietnia 1925 roku rozporządzenie wykonawcze ministra spraw wojskowych do tejże ustawy, wydane 21 marca tego roku wspólnie z ministrami: spraw wewnętrznych, zagranicznych, sprawiedliwości, skarbu, kolei, wyznań religijnych i oświecenia publicznego, rolnictwa i dóbr państwowych oraz przemysłu i handlu. Wydanie obu aktów prawnych wiązało się z przejęciem przez władze cywilne (administracji I instancji) większości zadań związanych z przygotowaniem i przeprowadzeniem poboru. Przekazanie większości zadań władzom cywilnym umożliwiło organom służby poborowej zajęcie się wyłącznie racjonalnym rozdziałem rekruta oraz ewidencją i administracją rezerw. Do tych zadań dostosowana została organizacja wewnętrzna powiatowych komend uzupełnień i ich składy osobowe. Poszczególne komendy różniły się między sobą składem osobowym w zależności od wielkości administrowanego terenu.
Zadania i nowa organizacja PKU określone zostały w wydanej 27 maja 1925 roku instrukcji organizacyjnej służby poborowej na stopie pokojowej. W skład PKU Końskie wchodziły dwa referaty: I) referat administracji rezerw i II) referat poborowy. Nowa organizacja i obsada służby poborowej na stopie pokojowej według stanów osobowych L. O. I. Szt. Gen. 3477/Org. 25 została ogłoszona 4 lutego 1926 roku. Z tą chwilą zniesione zostały stanowiska oficerów ewidencyjnych.
12 marca 1926 roku została ogłoszona obsada personalna Przysposobienia Wojskowego, zatwierdzona rozkazem Dep. I L. 6000/26 przez pełniącego obowiązki szefa Sztabu Generalnego gen. dyw. Edmunda Kesslera, w imieniu ministra spraw wojskowych. Zgodnie z nową organizacją pokojową Przysposobienia Wojskowego zostały zlikwidowane stanowiska oficerów instrukcyjnych przy PKU, a w ich miejsce utworzone rozkazem Oddz. I Szt. Gen. L. 7600/Org. 25 stanowiska oficerów przysposobienia wojskowego w pułkach piechoty.
Od 1926 roku, obok ustawy o powszechnym obowiązku służby wojskowej i rozporządzeń wykonawczych do niej, działalność PKU Końskie normowała „Tymczasowa instrukcja służbowa dla PKU”, wprowadzona do użytku rozkazem MSWojsk. Dep. Piech. L. 100/26 Pob.
W marcu 1930 roku PKU Końskie była nadal podporządkowana Dowództwu Okręgu Korpusu Nr IV w i administrowała powiatami: koneckim i opoczyńskim. W grudniu tego roku komenda posiadała skład osobowy typ I.
31 lipca 1931 roku gen. dyw. Kazimierz Fabrycy, w zastępstwie ministra spraw wojskowych, rozkazem B. Og. Org. 4031 Org. wprowadził zmiany w organizacji służby poborowej na stopie pokojowej. Zmiany te polegały między innymi na zamianie stanowisk oficerów administracji w PKU na stanowiska oficerów broni (piechoty) oraz zmniejszeniu składu osobowego PKU typ I–IV o jednego oficera i zwiększeniu o jednego urzędnika II kategorii. Liczba szeregowych zawodowych i niezawodowych oraz urzędników III kategorii i niższych funkcjonariuszy pozostała bez zmian.
11 listopada 1931 roku ogłoszono nadanie Krzyża Niepodległości chor. Stefanowi Jakubowskiemu z PKU Końskie.
1 lipca 1938 roku weszła w życie nowa organizacja służby uzupełnień, zgodnie z którą dotychczasowa PKU Końskie została przemianowana na Komendę Rejonu Uzupełnień Końskie przy czym nazwa ta zaczęła obowiązywać 1 września 1938 roku, z chwilą wejścia w życie ustawy z dnia 9 kwietnia 1938 roku o powszechnym obowiązku wojskowym. Obok wspomnianej ustawy i rozporządzeń wykonawczych do niej, działalność KRU Końskie normowały przepisy służbowe MSWojsk. D.D.O. L. 500/Org. Tjn. Organizacja służby uzupełnień na stopie pokojowej z 13 czerwca 1938 roku. Zgodnie z tymi przepisami komenda rejonu uzupełnień była organem wykonawczym służby uzupełnień.
Komendant rejonu uzupełnień w sprawach dotyczących uzupełnień Sił Zbrojnych i administracji rezerw podlegał bezpośrednio dowódcy Okręgu Korpusu Nr IV, który był okręgowym organem kierowniczym służby uzupełnień. Rejon uzupełnień nie uległ zmianie i nadal obejmował powiaty: konecki i opoczyński.

## Obsada personalna
Poniżej przedstawiono wykaz oficerów zajmujących stanowisko komendanta Powiatowej Komendy Uzupełnień i komendanta rejonu uzupełnień oraz wykaz osób funkcyjnych (oficerów i urzędników wojskowych) pełniących służbę w PKU i KRU Końskie, z uwzględnieniem najważniejszych zmian organizacyjnych przeprowadzonych w 1926 i 1938 roku.
| Komendanci                        | Komendanci              | Komendanci                          |
| --------------------------------- | ----------------------- | ----------------------------------- |
| Stopień, imię i nazwisko          | Okres pełnienia funkcji | Kolejne stanowisko (dalsze losy)    |
| mjr piech. Jan Kiersnowski        | do 12 IX 1919           |                                     |
| ppłk Stanisław Nowakowski         | 12 IX 1919 – X 1921     |                                     |
| mjr piech. Stanisław Bandrowski   | 1921 – II 1927          | stan spoczynku z dniem 30 IV 1927   |
| ppłk piech. Mikołaj Pełczyński    | II 1927 – 31 XII 1928   | stan spoczynku                      |
| mjr piech. Józef I Stopa          | III 1930 – 31 VII 1934  | stan spoczynku                      |
| mjr piech. Władysław III Nawrocki | VI 1934 – IX 1939       | †18 VIII 1942 w niemieckiej niewoli |

| Obsada pozostałych stanowisk funkcyjnych PKU w latach 1921–1925 | Obsada pozostałych stanowisk funkcyjnych PKU w latach 1921–1925 | Obsada pozostałych stanowisk funkcyjnych PKU w latach 1921–1925 | Obsada pozostałych stanowisk funkcyjnych PKU w latach 1921–1925 |
| --------------------------------------------------------------- | --------------------------------------------------------------- | --------------------------------------------------------------- | --------------------------------------------------------------- |
| I referent                                                      | urzędnik wojsk. XI rangi Andrzej Szal                           | 1923                                                            |                                                                 |
| I referent                                                      | por. kanc. Marian Markowski                                     | 1924 – II 1926                                                  | kierownik I referatu                                            |
| II referent                                                     | por. kanc. Marian I Kwiatkowski                                 | II 1925 – II 1926                                               | kierownik II referatu                                           |
| oficer instrukcyjny                                             | por. piech. Władysław Madejski                                  | do I 1924                                                       | 25 pp                                                           |
| oficer instrukcyjny                                             | kpt. piech. Tadeusz Jan Riedl                                   | II – VII 1925                                                   | 25 pp                                                           |
| oficer instrukcyjny                                             | kpt. piech. Aleksander Rothkähl                                 | VII 1925 – III 1926                                             | 25 pp                                                           |
| oficer ewidencyjny na powiat konecki                            | por. piech. Józef Kreis                                         | V 1923 – I 1924                                                 | 51 pp                                                           |
| oficer ewidencyjny na powiat konecki                            | urzędnik wojsk. X rangi Samuel Weltscher                        | III – X 1924                                                    | II referent PKU Przemyśl                                        |
| oficer ewidencyjny na powiat konecki                            | por. piech. Julian Fabicki                                      | I 1925 – II 1926                                                | referent                                                        |
| oficer ewidencyjny na powiat opoczyński                         | urzędnik wojsk. X rangi / por. kanc. Marian I Kwiatkowski       | do II 1925                                                      | II referent                                                     |
| Obsada pozostałych stanowisk funkcyjnych PKU w latach 1926–1938 |                                                                 |                                                                 |                                                                 |
| kierownik I referatu administracji rezerw i zastępca komendanta | por. / kpt. kanc. Marian Markowski                              | II 1926 – IX 1930                                               | kierownik I referatu PKU Wieluń                                 |
| kierownik I referatu administracji rezerw i zastępca komendanta | kpt. piech. Stanisław Trojanowski                               | IX 1930 – VI 1938                                               | kierownik I referatu KRU                                        |
| kierownik II referatu poborowego                                | por. kanc. Marian I Kwiatkowski                                 | od II 1926                                                      |                                                                 |
| kierownik II referatu poborowego                                | por. piech. Grzegorz Lucjan Skirgajłło                          | IX 1930 – †2 IV 1936                                            |                                                                 |
| referent                                                        | por. piech. Julian Fabicki                                      | II 1926 – IX 1930                                               | kierownik II referatu PKU Gdynia                                |
| Obsada pozostałych stanowisk funkcyjnych KRU w latach 1938–1939 |                                                                 |                                                                 |                                                                 |
| kierownik I referatu ewidencji                                  | kpt. adm. (piech.) Stanisław Trojanowski                        | 1938 – 1939                                                     | w niewoli niemieckiej, w Oflagu VII A Murnau                    |
| kierownik II referatu uzupełnień                                | kpt. adm. (piech.) Aleksander Szymasiuk                         | był w III 1939                                                  |                                                                 |